# Anders Bergman
Anders Bergman (Bollnäs, Suecia; 6 de agosto de 1963 – Skattkärr, Suecia; 25 de septiembre de 2024) fue un jugador de hockey sobre hielo sueco que jugó en la posición de guardameta.

## Carrera

### Club
| Periodo   | Club          |
| --------- | ------------- |
| 1982-1988 | MODO Hockey   |
| 1988-1994 | Färjestads BK |

### Selección nacional
Ganó el Campeonato Mundial de Hockey sobre Hielo Masculino de 1987 en Viena y la medalla de bronce en los Juegos Olímpicos de Calgary 1988, pero en ambos torneos no jugó.

## Logros

### Selección nacional
- Campeonato Mundial de Hockey sobre Hielo Masculino (1): 1987

### Individual
- Mejor guardameta de la Svenska hockeyligan en 1990.